# Ogród Glovera
Ogród Glovera (jap. グラバー園 Gurabā-en, ang. „Glover Garden”) – park i rezydencja z drugiej połowy XIX wieku w Nagasaki w Japonii. Znajdują się tu najstarsze japońskie zachowane drewniane budynki w stylu zachodnim.

## Historia
W 1863 zbudował na tym terenie swój dom w stylu kolonialnym szkocki kupiec Thomas Blake Glover (1838–1911). Przyjechał on do Nagasaki w 1859 i pozostał tu do końca życia. Najpierw zarządzał kopalnią węgla, później zbudował pierwszą w Japonii nowoczesną stocznię, którą potem kupił koncern Mitsubishi. Glover handlował także bronią, m.in. uzbroił Satsumę w walce przeciw siogunom. 
Glover był żonaty i miał dwoje dzieci z Japonką Tsuru, która była pierwowzorem postaci Cio-cio-san z opery Madame Butterfly Giacomo Pucciniego (chociaż życie Tsuru nie było tak tragiczne jak w wersji operowej). Z tego powodu przed domem Glovera znajduje się pomnik japońskiej śpiewaczki operowej Miury Tamaki, oraz marmurowy pomnik upamiętniający Pucciniego. 
W parku wokół domu Glovera zgromadzono kilka XIX-wiecznych budynków z Nagasaki, m.in. domy kupców Walkera, Ringera i Alta oraz dom noclegowy dla marynarzy dawnego doku Mitsubishi nr 2, przeniesiony z portu.
Ogród Glovera został w 2015 wpisany na listę światowego dziedzictwa UNESCO jako część obiektu Miejsca związane z rewolucją przemysłową w epoce Meiji: hutnictwem, przemysłem stoczniowym i przemysłem wydobywczym

## Galeria

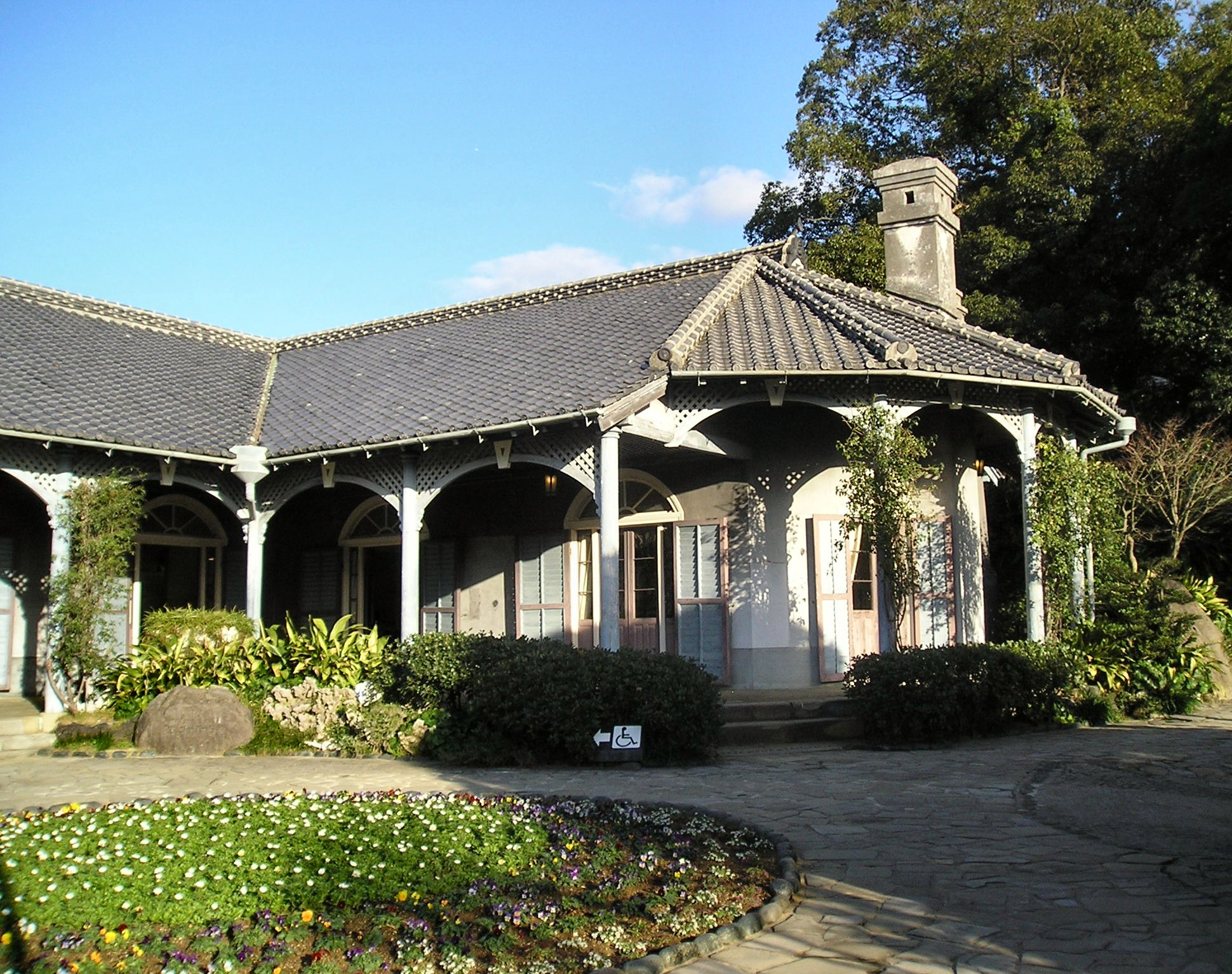
Dom Glovera
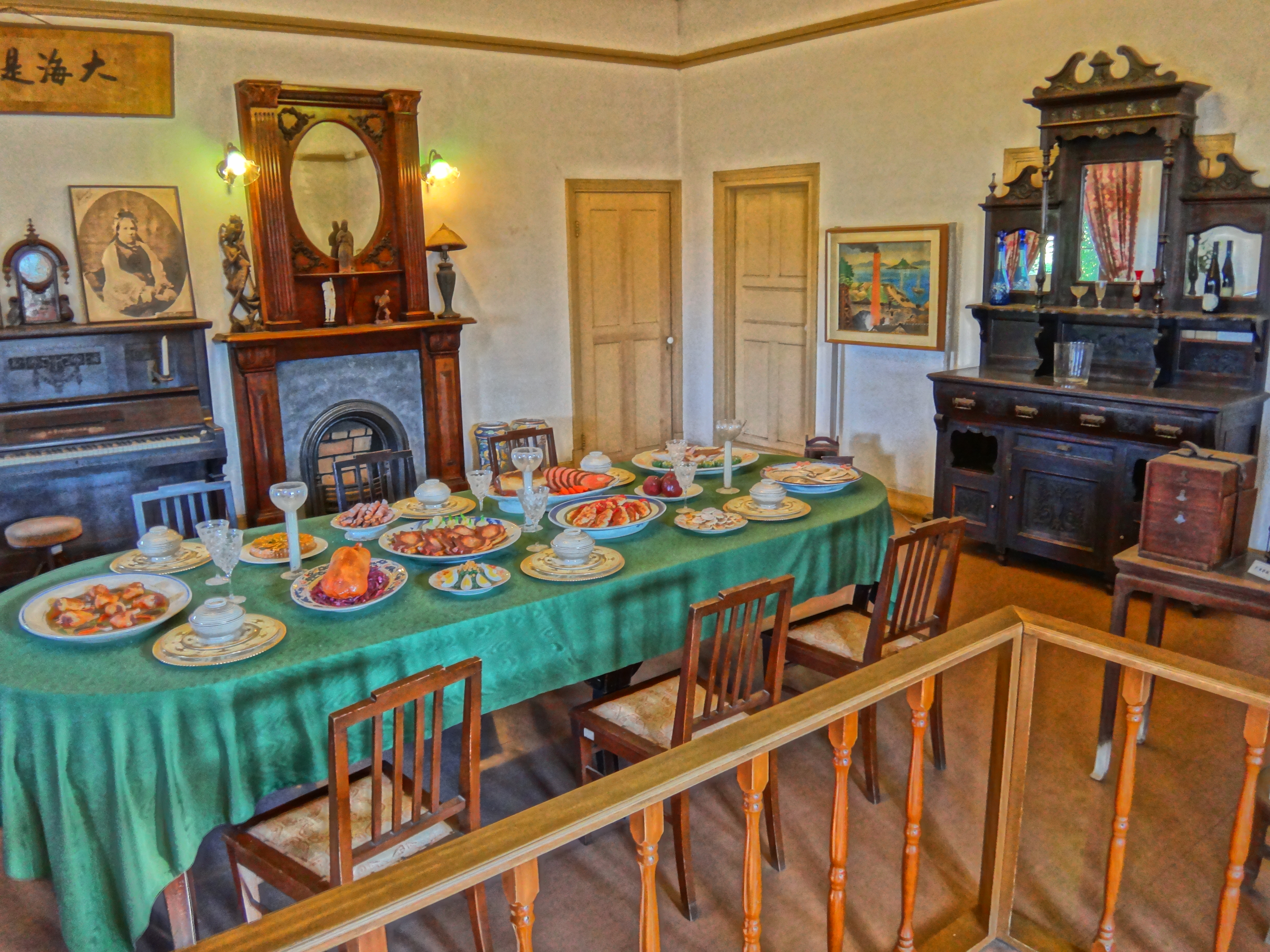
Wnętrze
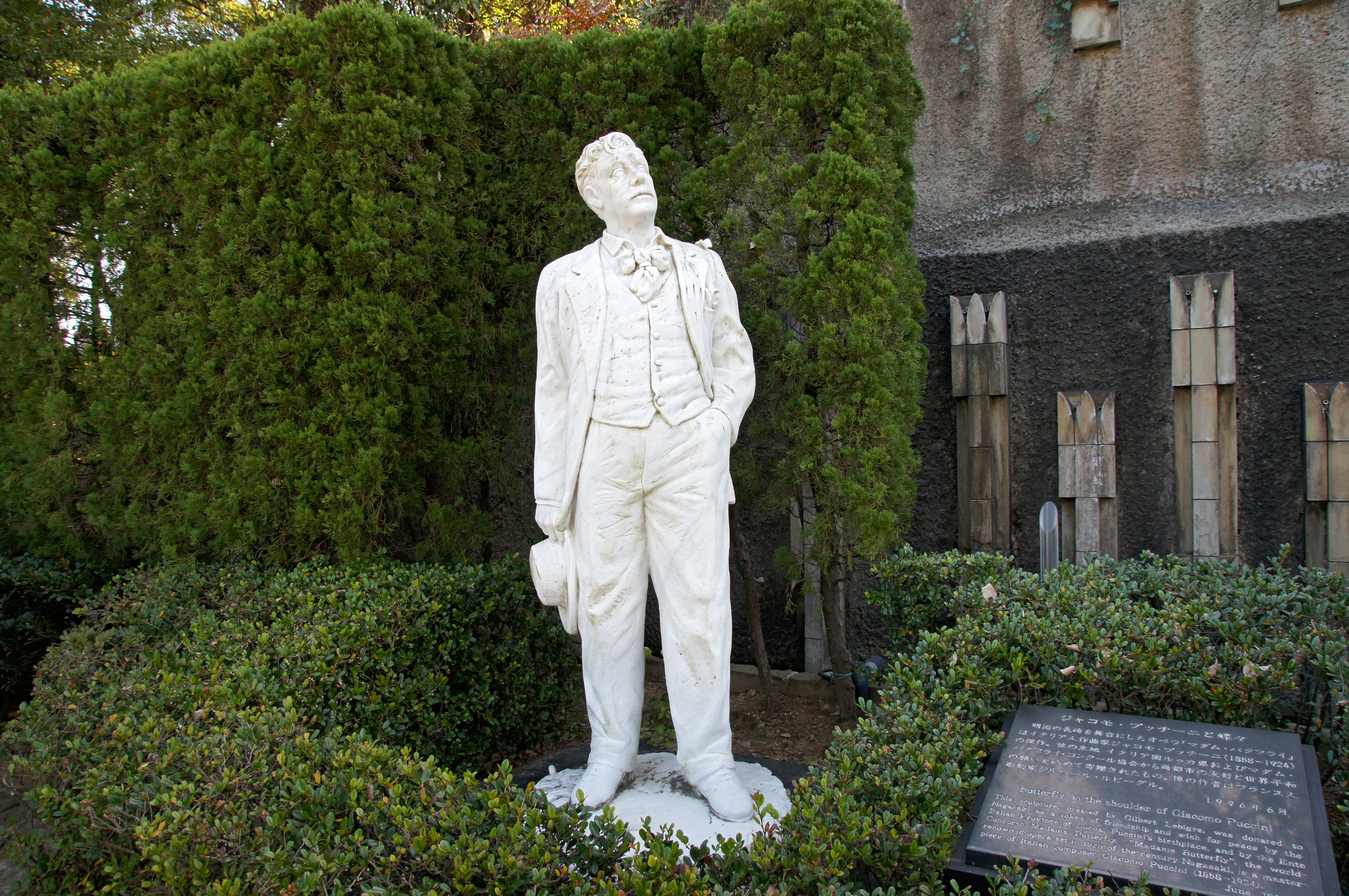
Pomnik G. Pucciniego
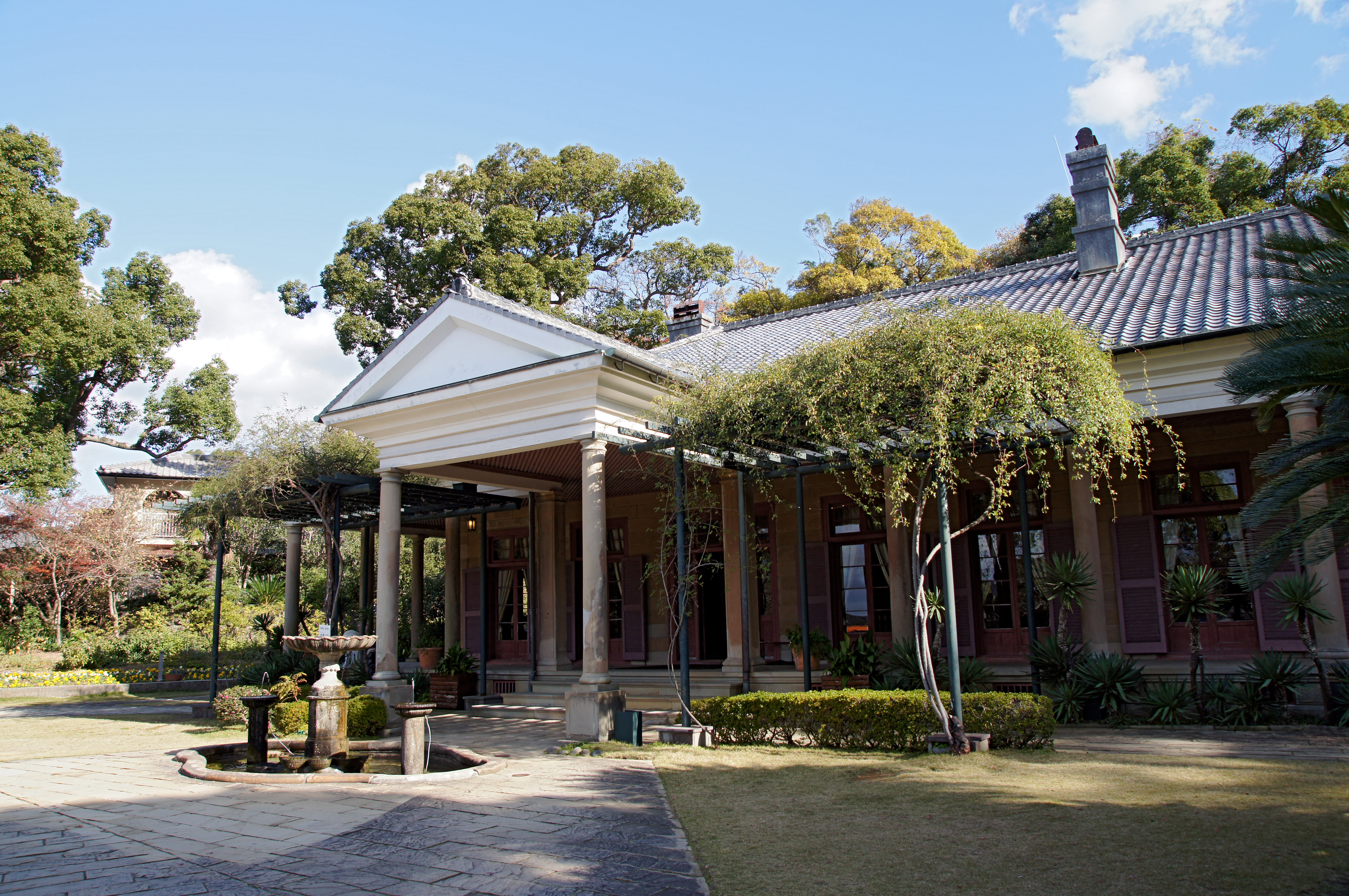
Dom Alta
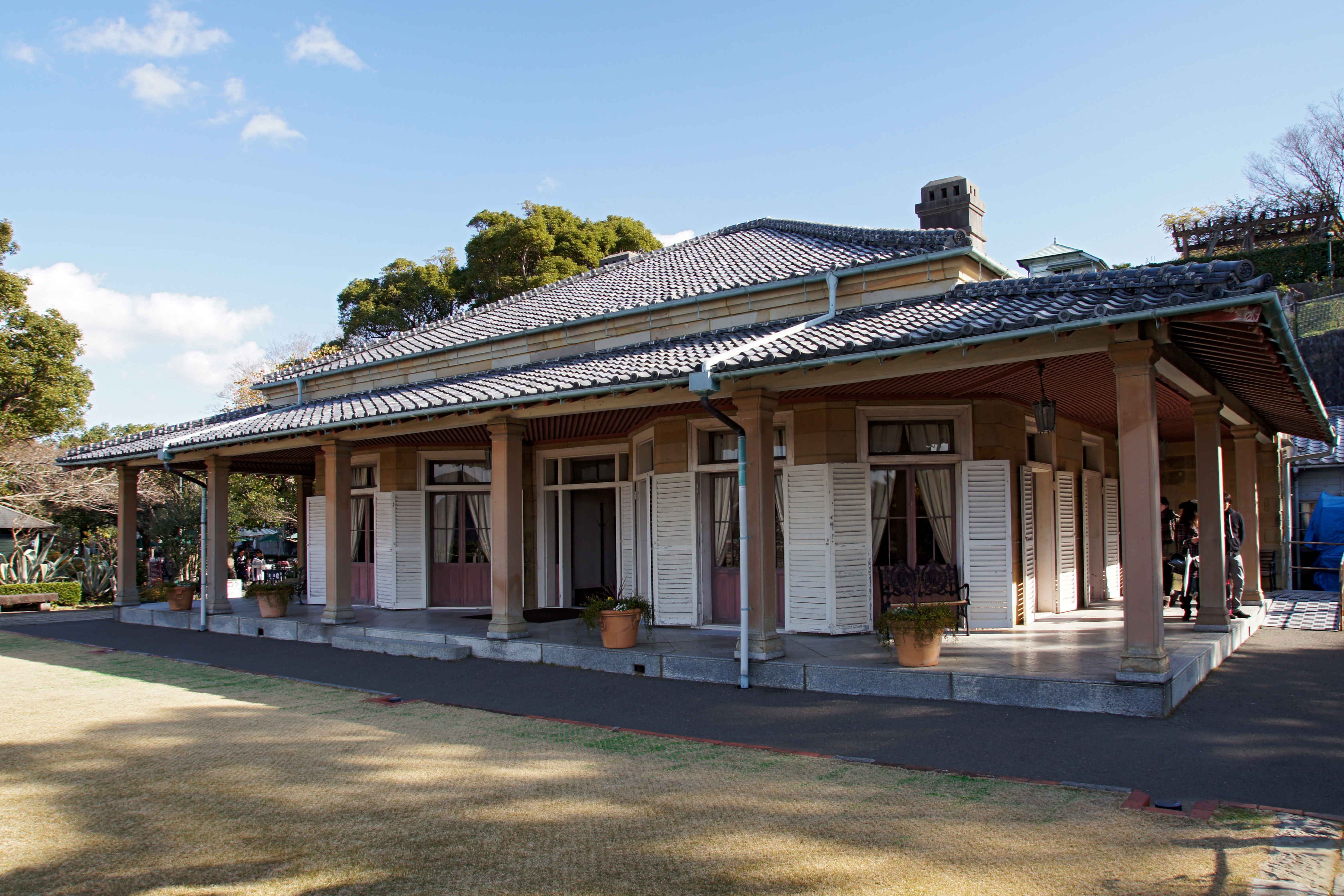
Dom Ringera
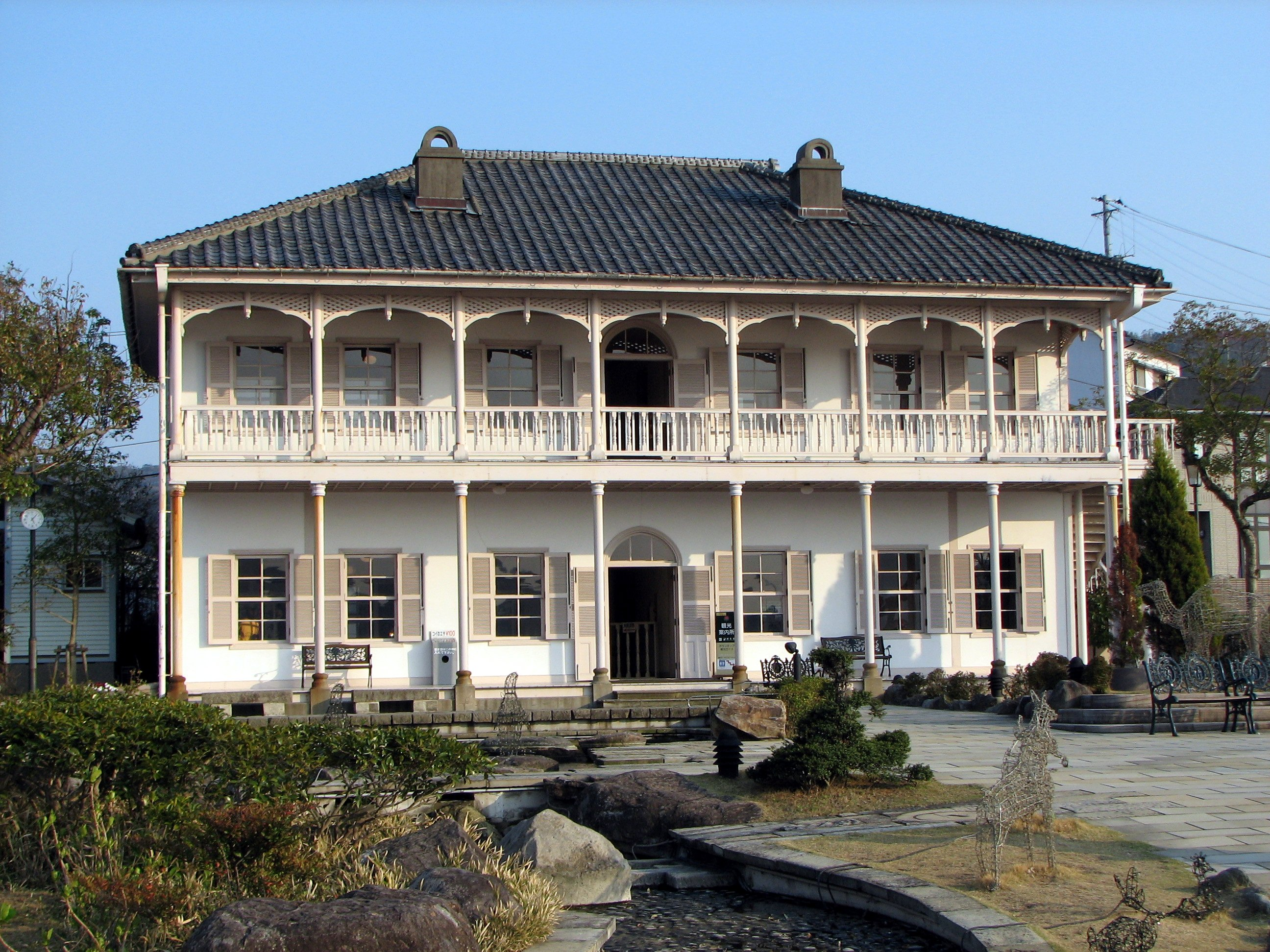
Dom noclegowy doku Mitsubishi nr 2